# Federico Pérez (militar)
Federico Pérez, (Montevideo 1762— Las Piedras 1811) fue un insurrecto contra la Corona Española de los siglos XVIII y XIX.
Nacido el 1 de mayo de 1762, combatió en las filas de José Gervasio Artigas, destacándose por su habilidad para eliminar adversarios montado a caballo, falleció en la Batalla de Las Piedras (1811) a raíz de una puñalada en el pulmón izquierdo.
Su monumento puede verse en la ciudad de Las Piedras por su destacada y heroica labor en aquella batalla.
Fue reconocido posteriormente como un pilar en la vanguardia durante la Batalla de las Piedras, su arrojo y heroísmo supusieron un rápido repliegue de las tropas realistas que veían en este caudillo un enemigo acérrimo y bestial que no sucumbía ante el peligro y arriesgaba su vida constantemente, esto le valió la muerte a manos de José Posadas el comandante realista que harto de los golpes mortales de Pírez decidió intervenir el mismo en la batalla y acabar con este "bárbaro" criollo; así una certera puñalada con su sable a la altura del tórax acabó con su vida y dio comienzo al mito.
- Datos: Q5494698